# Desa Gedongan (administrativ by i Indonesien, lat -7,63, long 110,77)
Desa Gedongan är en administrativ by i Indonesien.   Den ligger i provinsen Jawa Tengah, i den västra delen av landet, 500 km öster om huvudstaden Jakarta.